# Emil Otto Hoppé
Emil Otto Hoppé (Monaco di Baviera, 14 aprile 1878 – Londra, 9 dicembre 1972) è stato un fotografo tedesco.

## Biografia
Il padre era un importante e facoltoso banchiere e avendo quell'unico figlio decise che avrebbe dovuto essere banchiere pure lui, così Hoppé poté studiare nelle migliori scuole di Monaco, Parigi e Vienna. Dopo dieci anni di apprendistato presso alcune banche fu assunto dalla Shanghai Banking Corporation. Il destino però aveva deciso diversamente perché in Cina non arrivò mai. Si trasferì a Londra nel 1902 presso la Deutsche Bank e nel 1905 sposò Marion Josephine Wilhelmina Bliersbach, sorella di un suo vecchio amico che incontrò a Londra, con la quale ebbe due figli.
Parallelamente al suo lavoro in banca cresceva il suo interesse per la fotografia alla quale iniziò a dedicarsi fin dal 1903 iscrivendosi alla Royal Photographic Society, tramite la quale il club mantenne legami con fotografi americani ed europei come il Vienna Camera Club e la Photo-Secession di New York. Le prime immagini erano di tipo pittorialista, molto in voga all'epoca, ma ben presto cercò un proprio stile. Nel 1907 lasciò definitivamente la banca per dedicarsi alla fotografia aprendo uno studio di ritratti con i quali, nel giro di un decennio divenne famosissimo. Ritrasse scrittori ed artisti ed importanti personaggi politici come Henry James, Rudyard Kipling, John Masefield, Léon Bakst, Vaslav Nijinsky, Anna Pavlova, Tamara Karsavina e altri ballerini dei Balletti russi e poi Violet Hunt, Richard Strauss, Jacob Epstein, William Nicholson. Nel 1920 egli fu invitato a fotografare la regina Maria e il re Giorgio V ed altri componenti della famiglia reale. Negli anni Venti fotografò Albert Einstein, Benito Mussolini, Robert Frost, Aldous Huxley, George Bernard Shaw, Filippo Tommaso Marinetti ed altri.
Con la pubblicazione nel 1922 del libro intitolato Book of Fair Women, mise in mostra le più belle donne fotografate sia nel corso dei viaggi che di quelle realizzate in studio, una sorta di compendio della bellezza femminile. Hoppé, sebbene il libro suscitasse critiche e controversie, divenne talmente celebre da essere considerato una sorta di specialista dell'estetica.
Nel corso della sua lunga carriera fu attratto anche da semplici cittadini, camerieri, venditori ambulanti, minatori di carbone, addetti ai vari mestieri verso i quali realizzò molti ritratti nelle varie parti del mondo che visitò. Fu questa la seconda parte del suo lavoro fotografico. Nel 1919 cominciò a percepire che il mondo stava cambiando grazie a una sorta di rivoluzione industriale, una nuova forma di estetismo che intravede nel progresso della scienza e della tecnologia, capace di creare innovazione attraverso fabbriche, giganteschi ponti, la velocità dei treni e delle auto, che comprende anche coloro che in vario modo vi si dedicano e vi lavorano dagli operai agli architetti e agli ingegneri, un potere che l'uomo ha sulla macchina e una visione positiva sul futuro, che mostrava un presente dove tutto stava cambiando e che nulla sarebbe stato come prima. Si potrebbe definire il pensiero di Hoppé come un'adesione convinta al futurismo.
A partire dal 1919 prese a viaggiare cercando quel nuovo mondo che si presentava come il futuro e con lo scopo di descrivere il fascino della grandiosità dei siti industriali, senza dimenticare le persone che popolavano quei paesi: Africa, Germania, Polonia, Romania, Cecoslovacchia, Stati Uniti, Cuba, Giamaica e Indie occidentali, Australia, Nuova Zelanda, Giappone, Indonesia, Singapore, Malesia, India e Ceylon. Fotografava in maniera discreta usando la macchina fotografica avvolta con la carta o con stracci. In questo modo passava inosservato.
Personaggio eclettico, coetaneo dei grandi fotografi Alfred Stieglitz, Edward Steichen, August Sander, Edward Weston, per uno scherzo del destino, Hoppé, nonostante la fama di fotografo internazionale nel trentennio 1910-1939, fu letteralmente dimenticato. Contribuì lui stesso al proprio destino. A 76 anni, nel 1954, decise che era giunto il momento di chiudere con la fotografia e vendette quasi tutte le sue immagini alla Mansell Collection di Londra, un'agenzia di quadri, la quale fece il catalogo delle immagini di Hoppè non con il nome del suo autore ma per il soggetto rappresentato. In questo modo le oltre seimila stampe di Hoppé furono disperse tra le altre decine di migliaia di fotografie della collezione Mansell, tutte catalogate per soggetto.
Muore a Londra nel 1972 all'età di 94 anni.
È stato grazie a Graham Howe, storico australiano della fotografia, al quale il nome di Hoppé era del tutto sconosciuto, come lui stesso afferma alla presentazione della retrospettiva bolognese nel 2015, se il patrimonio del fotografo tedesco, naturalizzato inglese, è stato riscoperto a partire dal 1994.

## Tributi
Nel 2011 la National Portrait Gallery di Londra ha dedicato una grande mostra dal titolo Hoppé Portraits: Society, Studio and Street con i ritratti realizzati nell'arco di quasi un ventennio, curata da Phillip Prodger e da Urs Stahel.
Nel 2015 è stata realizzata la grande retrospettiva da parte della Fondazione MAST di Bologna dal titolo Emil Otto Hoppé: il segreto svelato, curata dallo storico Graham Howe, che con caparbietà ne ha recuperato il patrimonio, e da Urs Stahel. La mostra bolognese ha esposto 200 immagini con le fotografie industriali scattate in giro per il mondo mentre in una seconda sala ha messo in evidenza alcuni dei suoi ritratti, nudi, ecc....

## Collezioni
- National Portrait Gallery, Londra
- Victoria and Albert Museum, Londra
- Bibliothèque Nationale, Parigi
- National Media Museum, Bradford
- George Eastman House, Rochester
- Harry Ransom Center at the University of Texas, Austin
- New York Public Library
- National Gallery of Australia, Canberra
- National Museum of American History, Washington, D.C

## Galleria d'immagini

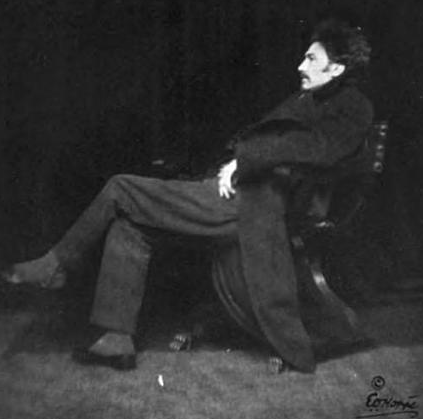
Il poeta e saggista Ezra Pound, 1918
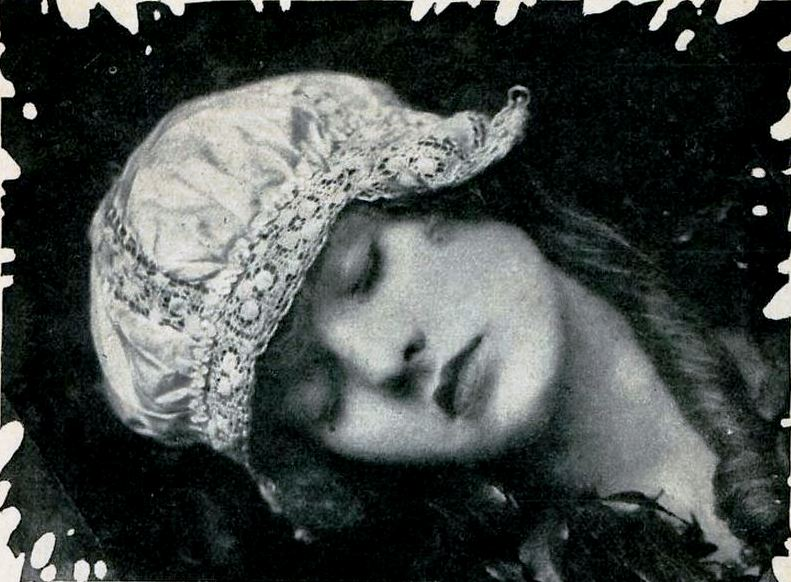
L'attrice e ballerina inglese Kathlene Martyn, 1921
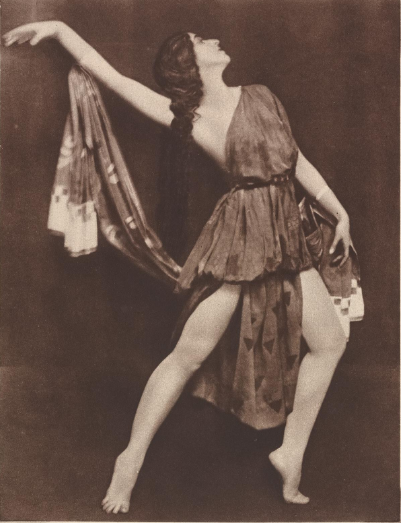
La ballerina classica russa Vera Fokina, 1921
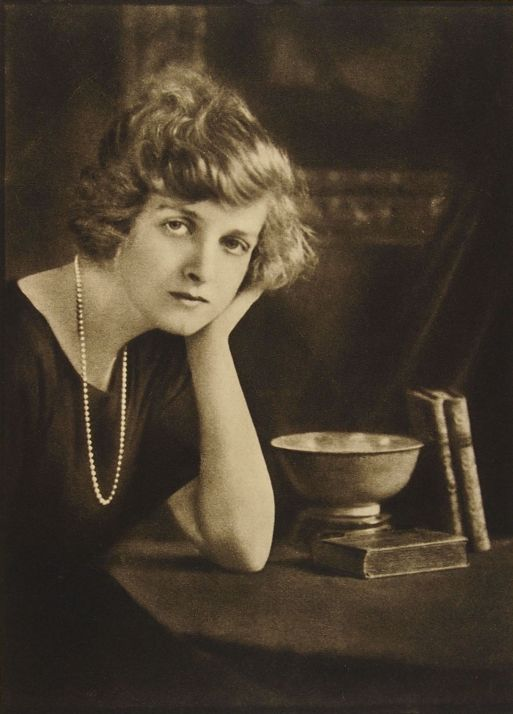
L'attrice inglese Gladys Cooper, 1922
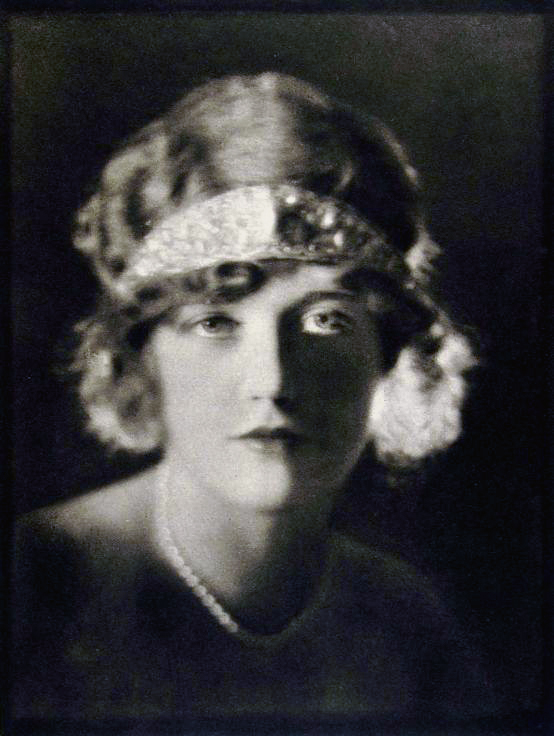
L'attrice americana Marion Davies, 1922
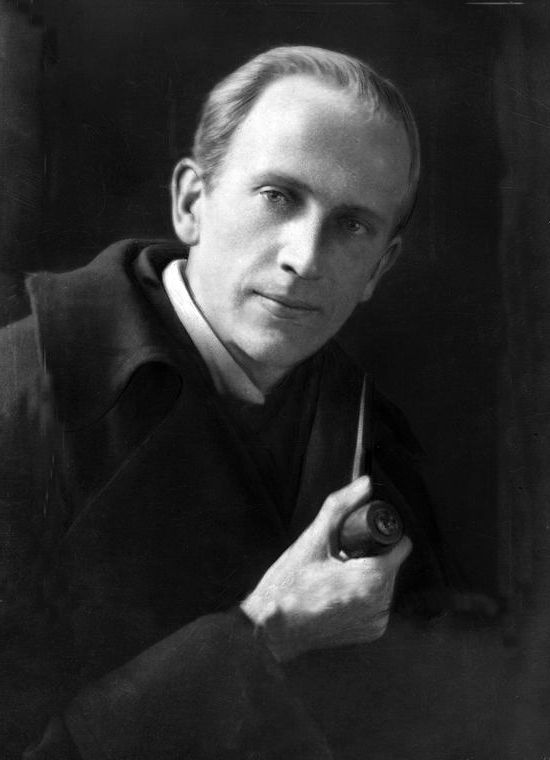
Lo scrittore britannico A. A. Milne, 1922
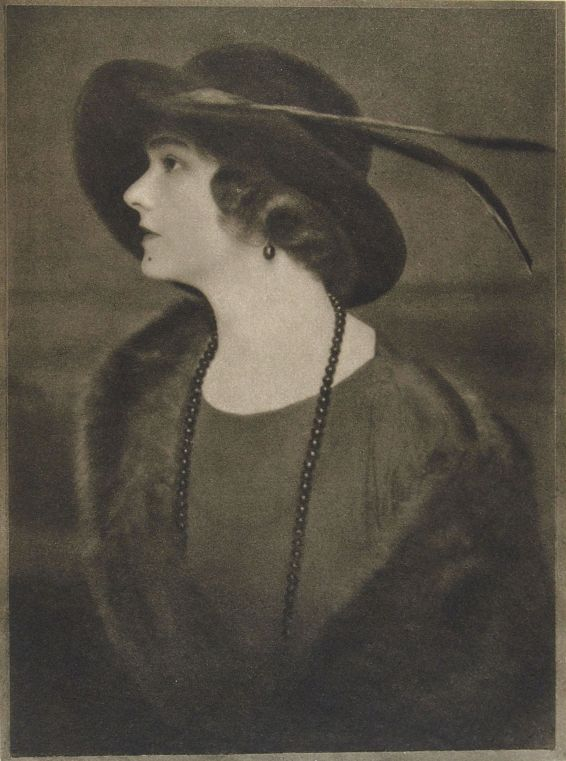
L'attrice americana Julia Hoyt, 1922